# Demoniac
Demoniac byla heavymetalová skupina z Nového Zélandu založená ve Wellingtonu v roce 1993 zpěvákem a baskytaristou Lindsay Dawsonem, kytaristou Samem Totmanem a bubeníkem Stevem Francisem. Tři z nich poté odešli a založili skupinu DragonForce. Jejich specifický hudební styl byl často označován jako "temný powermetal". Původně hráli black metal, od druhého alba produkovali více powermetalový zvuk.

## Historie
Skupina začala hrát black metal s Dawsonem a Totmanem, kteří používali při koncertech jména "Behemoth" and "Heimdall" a žánrově definovanou symboliku a ozdoby (např. „corpsepaint“). Další rok se ke skupině přidal The Magus jako keybordista a bubeník Mark Hamill ze skupiny Head Like a Hole. Toto složení vydalo první skupinové album Prepare For War, po kterém skupinu opustil Magus.
Další album Stormblade Demoniac vydali v roce 1996, představilo o něco málo melodičtější a chytlavější styl black metalu stejně jako kontroverzní skladby "Hatred is Purity" a "Niggerslut". V průběhu roku 2008 proběhlo interview s magazínem Kerrang, Totman byl požádán o vysvětlení něčeho, co se zdálo být bílým nacionalismem. Totman setřásl obvinění říkající, že ostatní členové kapely byli zodpovední za tyto skladby, ale uvedl, že zatímco nesouhlasí s ideami vyjádřenými v textu, věří že – dokud je muzika kvalitní – je špatné soudit skladby podle jejich lyrcikého nebo politického obsahu a člověk si je může užít bez ohledu na něj. Jakkoli to vypadalo, pozdější přijmutí Hermana Liho, který není bílé rasy, do kapely ukazují, že jejich skladby byly míněny ironicky.
Kapela zanikla v roce 1999.

## Diskografie

### Demo nahrávky
- Rehersal 13/7/93 (1993)
- The Birth of Diabolic Blood (1994)

### Studiová alba
- Prepare for War (1994)
- Stormblade (1996)
- The Fire and the Wind (1999)[2]

### EP
- Demons of the Night (1999)